# Maria no mas
Maria no mas ('Maria zonder meer' - correct Spaans zou María no más zijn) is een single van de Engelse zanger Cliff Richard en The Shadows. Het lied is een Spaanse vertaling uit het Portugeestalige lied Maria Ninguém, dat bekend is geworden in de uitvoering door de Braziliaanse zanger en componist João Gilberto. De bekende Italiaanse tekstschrijver Lucio Battisti schreef onder het pseudoniem Mogol de Engelse tekst. Dit lied van Cliff kwam ook uit op een cd met het nummer Spanish Harlem.

## Hitnotering
| Maria no mas               | Maria no mas          | Maria no mas | Maria no mas | Maria no mas | Maria no mas | Maria no mas | Maria no mas | Maria no mas | Maria no mas | Maria no mas | Maria no mas | Maria no mas | Maria no mas | Maria no mas | Maria no mas |
| Hitlijst                   | Datum van binnenkomst | Week:        | 1            | 2            |              | 3            | 4            | 5            | 6            | 7            | 8            | 9            | 10           | 11           |              |
| -------------------------- | --------------------- | ------------ | ------------ | ------------ | ------------ | ------------ | ------------ | ------------ | ------------ | ------------ | ------------ | ------------ | ------------ | ------------ | ------------ |
| Tijd Voor Teenagers Top 10 | 30-11-1963            | Positie:     | 7            | 10           | uit          |              |              |              |              |              |              |              |              |              |              |
| Tijd Voor Teenagers Top 10 | 21-12-1963            | Positie:     |              |              |              | 10           | 10           | 5            | 6            | 6            | 2            | 3            | 3            | 5            | uit          |